# Bundestagswahlkreis Meißen
Der Bundestagswahlkreis Meißen (Wahlkreis 154; bis zur Bundestagswahl 2021 Wahlkreis 155) ist ein Bundestagswahlkreis in Sachsen, der zur Bundestagswahl 2009 neu gebildet wurde. Er umfasst den Landkreis Meißen. Direkt gewählter Abgeordneter ist seit 2025 Christian Reck (AfD) mit 45,3 % der Erststimmen.

## Bundestagswahl 2025
| Kandidaten                                             | Kandidaten                  | Parteien/Listen       | Erststimmen | Erststimmen | Zweitstimmen | Zweitstimmen |
| Kandidaten                                             | Kandidaten                  | Parteien/Listen       | Stimmen     | %           | Stimmen      | %            |
| ------------------------------------------------------ | --------------------------- | --------------------- | ----------- | ----------- | ------------ | ------------ |
|                                                        | Leonhard Weist              | SPD                   | 11.413      | 7,3         | 11.025       | 7,1          |
|                                                        | Titus Reime                 | CDU                   | 37.049      | 23,8        | 31.183       | 20,0         |
|                                                        | Frank Buchholz              | Bündnis 90/Die Grünen | 6.529       | 4,2         | 7.129        | 4,6          |
|                                                        | Anita Maaß                  | FDP                   | 8.223       | 5,3         | 5.919        | 3,8          |
|                                                        | Christian Reckgewählt im WK | AfD                   | 70.572      | 45,3        | 68.151       | 43,6         |
|                                                        | Jessica Hamann              | Die Linke             | 14.695      | 9,4         | 12.236       | 7,8          |
|                                                        | Steffen Mühlpfordt          | Freie Wähler          | 5.610       | 3,6         | 2.328        | 1,5          |
|                                                        | –                           | Tierschutzpartei      | –           | –           | 1.824        | 1,2          |
|                                                        | –                           | Die PARTEI            | –           | –           | 674          | 0,4          |
|                                                        | –                           | Piraten               | –           | –           | 249          | 0,2          |
|                                                        | –                           | Volt                  | –           | –           | 820          | 0,5          |
|                                                        | –                           | PdH                   | –           | –           | 111          | 0,1          |
|                                                        | –                           | MLPD                  | –           | –           | 57           | 0,0          |
|                                                        | Dirk Zschoke                | Bündnis Deutschland   | 1.607       | 1,0         | 664          | 0,4          |
|                                                        | –                           | BSW                   | –           | –           | 13.866       | 8,9          |
| Gesamt                                                 | Gesamt                      | Gesamt                | 155.698     | 100         | 156.236      | 100          |
|                                                        |                             |                       |             |             |              |              |
| Ungültige Stimmen                                      | Ungültige Stimmen           | Ungültige Stimmen     | 1.486       | 0,9         | 948          | 0,6          |
| Wähler                                                 | Wähler                      | Wähler                | 157.184     | 81,4        | 157.184      | 81,4         |
| Wahlberechtigte                                        | Wahlberechtigte             | Wahlberechtigte       | 193.052     |             | 193.052      |              |
|                                                        |                             |                       |             |             |              |              |
| Quellen: Die Bundeswahlleiterin, Kandidaten – Ergebnis |                             |                       |             |             |              |              |

## Wahlkreisgeschichte
Mit der Kreisreform von 2008 wurden auch die Wahlkreise in Sachsen grundsätzlich neu gestaltet. Die im neuen Landkreis Meißen gelegenen ehemaligen Landkreise Meißen und Riesa-Großenhain waren zuvor über vier Wahlkreise verteilt: Delitzsch – Torgau-Oschatz – Riesa, Kamenz – Hoyerswerda – Großenhain, Dresden II – Meißen I und Döbeln – Mittweida – Meißen II.
| Wahl | Wahlkreisname | Gebiet           | Wahlkreissieger    | Partei | Erststimmen |
| ---- | ------------- | ---------------- | ------------------ | ------ | ----------- |
| 2009 | 156 Meißen    | Landkreis Meißen | Thomas de Maizière | CDU    | 45,2 %      |
| 2013 | 155 Meißen    | Landkreis Meißen | Thomas de Maizière | CDU    | 53,6 %      |
| 2017 | 155 Meißen    | Landkreis Meißen | Thomas de Maizière | CDU    | 36,7 %      |
| 2021 | 155 Meißen    | Landkreis Meißen | Barbara Lenk       | AfD    | 31,0 %      |
| 2025 | 154 Meißen    | Landkreis Meißen | Christian Reck     | AfD    | 45,3 %      |

## Historische Wahlergebnisse

### Bundestagswahl 2021
| Kandidaten                     | Kandidaten                | Parteien/Listen      | Erststimmen | Erststimmen | Zweitstimmen | Zweitstimmen |
| Kandidaten                     | Kandidaten                | Parteien/Listen      | Stimmen     | %           | Stimmen      | %            |
| ------------------------------ | ------------------------- | -------------------- | ----------- | ----------- | ------------ | ------------ |
|                                | Barbara Lenkgewählt im WK | AfD                  | 45.705      | 31,0        | 43.940       | 29,8         |
|                                | Sebastian Fischer         | CDU                  | 32.924      | 22,3        | 25.912       | 17,6         |
|                                | Markus Pohle              | Linke                | 10.344      | 7,0         | 10.725       | 7,3          |
|                                | Stephanie Dzeyk           | SPD                  | 22.771      | 15,4        | 26.045       | 17,6         |
|                                | Johannes Schmidt-Ramos    | FDP                  | 13.727      | 9,3         | 17.212       | 11,7         |
|                                | Karin Beese               | Grüne                | 7.590       | 5,1         | 8.872        | 6,0          |
|                                | –                         | Tierschutzpartei     | –           | –           | 2.634        | 1,8          |
|                                | Theresa Bergmann          | Die PARTEI           | 3.149       | 2,1         | 1.754        | 1,2          |
|                                | –                         | NPD                  | –           | –           | 566          | 0,4          |
|                                | André Langerfeld          | Freie Wähler         | 7.271       | 4,9         | 4.312        | 2,9          |
|                                | –                         | Piraten              | –           | –           | 581          | 0,4          |
|                                | Steffen Förster           | ÖDP                  | 943         | 0,6         | 405          | 0,3          |
|                                | –                         | V-Partei³            | –           | –           | 108          | 0,1          |
|                                | –                         | MLPD                 | –           | –           | 77           | 0,1          |
|                                | Maik Hoppe                | dieBasis             | 2.769       | 1,9         | 2.341        | 1,6          |
|                                | –                         | Bündnis C            | –           | –           | 188          | 0,1          |
|                                | –                         | III. Weg             | –           | –           | 296          | 0,2          |
|                                | –                         | DKP                  | –           | –           | 65           | 0,0          |
|                                | –                         | Die Humanisten       | –           | –           | 187          | 0,1          |
|                                | –                         | Gesundheitsforschung | –           | –           | 713          | 0,5          |
|                                | –                         | Team Todenhöfer      | –           | –           | 321          | 0,2          |
|                                | –                         | Volt                 | –           | –           | 340          | 0,2          |
|                                | Uwe Enge                  | LKR                  | 244         | 0,2         | –            | –            |
| Gesamt                         | Gesamt                    | Gesamt               | 147.437     | 100         | 147.594      | 100          |
|                                |                           |                      |             |             |              |              |
| Ungültige Stimmen              | Ungültige Stimmen         | Ungültige Stimmen    | 1.904       | 1,3         | 1.747        | 1,2          |
| Wähler                         | Wähler                    | Wähler               | 149.341     | 75,8        | 149.341      | 75,8         |
| Wahlberechtigte                | Wahlberechtigte           | Wahlberechtigte      | 197.004     |             | 197.004      |              |
|                                |                           |                      |             |             |              |              |
| Quellen: Der Bundeswahlleiter, |                           |                      |             |             |              |              |

### Bundestagswahl 2017
| Kandidaten                     | Kandidaten                      | Parteien/Listen   | Erststimmen | Erststimmen | Zweitstimmen | Zweitstimmen |
| Kandidaten                     | Kandidaten                      | Parteien/Listen   | Stimmen     | %           | Stimmen      | %            |
| ------------------------------ | ------------------------------- | ----------------- | ----------- | ----------- | ------------ | ------------ |
|                                | Thomas de Maizièregewählt im WK | CDU               | 55.326      | 36,7        | 39.406       | 26,1         |
|                                | Tilo Hellmann                   | Die Linke         | 19.122      | 12,7        | 20.111       | 13,3         |
|                                | Susann Rüthrich                 | SPD               | 13.486      | 8,9         | 13.148       | 8,7          |
|                                | Carsten Hütter                  | AfD               | 46.765      | 31,0        | 49.615       | 32,9         |
|                                | Volker Herold                   | Grüne             | 5.051       | 3,3         | 5.531        | 3,7          |
|                                | Peter Schreiber                 | NPD               | 1.928       | 1,3         | 2.279        | 1,5          |
|                                | Maximilian Schikore-Pätz        | FDP               | 7.991       | 5,3         | 13.156       | 8,7          |
|                                | –                               | Piraten           | –           | –           | 579          | 0,4          |
|                                | –                               | Freie Wähler      | –           | –           | 1.585        | 1,1          |
|                                | Ronald Galle                    | BüSo              | 1.263       | 0,8         | 312          | 0,2          |
|                                | –                               | MLPD              | –           | –           | 119          | 0,1          |
|                                | –                               | BGE               | –           | –           | 601          | 0,4          |
|                                | –                               | DiB               | –           | –           | 330          | 0,2          |
|                                | –                               | ÖDP               | –           | –           | 389          | 0,3          |
|                                | –                               | Die PARTEI        | –           | –           | 1.398        | 0,9          |
|                                | –                               | Tierschutzpartei  | –           | –           | 2.119        | 1,4          |
|                                | –                               | V-Partei          | –           | –           | 235          | 0,2          |
| Gesamt                         | Gesamt                          | Gesamt            | 150.932     | 100         | 150.913      | 100          |
|                                |                                 |                   |             |             |              |              |
| Ungültige Stimmen              | Ungültige Stimmen               | Ungültige Stimmen | 2.056       | 1,3         | 2.075        | 1,4          |
| Wähler                         | Wähler                          | Wähler            | 152.988     | 76,0        | 152.988      | 76,0         |
| Wahlberechtigte                | Wahlberechtigte                 | Wahlberechtigte   | 201.310     |             | 201.310      |              |
|                                |                                 |                   |             |             |              |              |
| Quellen: Der Bundeswahlleiter, |                                 |                   |             |             |              |              |

### Bundestagswahl 2013
| Kandidaten                     | Kandidaten                      | Parteien/Listen   | Erststimmen | Erststimmen | Zweitstimmen | Zweitstimmen |
| Kandidaten                     | Kandidaten                      | Parteien/Listen   | Stimmen     | %           | Stimmen      | %            |
| ------------------------------ | ------------------------------- | ----------------- | ----------- | ----------- | ------------ | ------------ |
|                                | Thomas de Maizièregewählt im WK | CDU               | 76.666      | 53,6        | 64.622       | 45,1         |
|                                | Sebastian Scheel                | Die Linke         | 25.279      | 17,7        | 26.735       | 18,7         |
|                                | Susann Rüthrich                 | SPD               | 18.090      | 12,7        | 18.024       | 12,6         |
|                                | Jan Mücke                       | FDP               | 3.461       | 2,4         | 5.253        | 3,7          |
|                                | Johannes Lichdi                 | Grüne             | 4.817       | 3,4         | 5.721        | 4,0          |
|                                | Peter Schreiber                 | NPD               | 6.463       | 4,5         | 5.588        | 3,9          |
|                                | Thomas Born                     | BüSo              | 1.618       | 1,1         | 494          | 0,3          |
|                                | –                               | MLPD              | –           | –           | 136          | 0,1          |
|                                | –                               | AfD               | –           | –           | 10.195       | 7,1          |
|                                | Mirko Schmidt                   | pro Deutschland   | 2.979       | 2,1         | 1.282        | 0,9          |
|                                | –                               | Freie Wähler      | –           | –           | 1.887        | 1,3          |
|                                | Andreas Bärisch                 | Piraten           | 3.600       | 2,5         | 3.252        | 2,3          |
| Gesamt                         | Gesamt                          | Gesamt            | 142.973     | 100         | 143.189      | 100          |
|                                |                                 |                   |             |             |              |              |
| Ungültige Stimmen              | Ungültige Stimmen               | Ungültige Stimmen | 2.706       | 1,9         | 2.490        | 1,7          |
| Wähler                         | Wähler                          | Wähler            | 145.679     | 70,3        | 145.679      | 70,3         |
| Wahlberechtigte                | Wahlberechtigte                 | Wahlberechtigte   | 207.261     |             | 207.261      |              |
|                                |                                 |                   |             |             |              |              |
| Quellen: Der Bundeswahlleiter, |                                 |                   |             |             |              |              |

### Bundestagswahl 2009
| Kandidaten                     | Kandidaten                      | Parteien/Listen                    | Erststimmen | Erststimmen | Zweitstimmen | Zweitstimmen |
| Kandidaten                     | Kandidaten                      | Parteien/Listen                    | Stimmen     | %           | Stimmen      | %            |
| ------------------------------ | ------------------------------- | ---------------------------------- | ----------- | ----------- | ------------ | ------------ |
|                                | Thomas de Maizièregewählt im WK | CDU                                | 62.290      | 45,2        | 51.703       | 37,5         |
|                                | Susann Rüthrich                 | SPD                                | 17.236      | 12,5        | 17.987       | 13,1         |
|                                | Hendrik Thalheim                | Die Linke                          | 29.423      | 21,3        | 31.286       | 22,7         |
|                                | Wilhelm Minschke                | FDP                                | 12.403      | 9,0         | 20.052       | 14,5         |
|                                | Thoralf Koß                     | Grüne                              | 8.315       | 6,0         | 7.979        | 5,8          |
|                                | Peter Schreiber                 | NPD                                | 7.050       | 5,1         | 6.875        | 5,0          |
|                                | –                               | BüSo                               | –           | –           | 1.208        | 0,9          |
|                                | –                               | REP                                | –           | –           | 404          | 0,3          |
|                                | –                               | MLPD                               | –           | –           | 327          | 0,2          |
|                                | Andreas Klingner                | Einzelbewerber/Willi-Weise-Projekt | 1.103       | 0,8         | –            | –            |
| Gesamt                         | Gesamt                          | Gesamt                             | 137.820     | 100         | 137.821      | 100          |
|                                |                                 |                                    |             |             |              |              |
| Ungültige Stimmen              | Ungültige Stimmen               | Ungültige Stimmen                  | 2.289       | 1,6         | 2.288        | 1,6          |
| Wähler                         | Wähler                          | Wähler                             | 140.109     | 64,7        | 140.109      | 64,7         |
| Wahlberechtigte                | Wahlberechtigte                 | Wahlberechtigte                    | 216.629     |             | 216.629      |              |
|                                |                                 |                                    |             |             |              |              |
| Quellen: Der Bundeswahlleiter, |                                 |                                    |             |             |              |              |